# Oncideres scitula
Oncideres scitula är en skalbaggsart som beskrevs av Bates 1880. Oncideres scitula ingår i släktet Oncideres och familjen långhorningar. Inga underarter finns listade i Catalogue of Life.